# Leicester City Football Club 2018-2019
Questa voce raccoglie le informazioni riguardanti il Leicester City Football Club nelle competizioni ufficiali della stagione 2018-2019.

## Stagione
La stagione 2018-19 è stata la centoquattordicesima nella storia del club e la sua cinquantunesima stagione nella massima divisione. Questa stagione ha visto il Leicester City partecipare alla Premier League per la quinta stagione consecutiva, nonché alla FA Cup e alla League Cup.
In League Cup la squadra, dopo aver superato Fleetwood Town, Wolverhampton e Southampton, viene eliminata ai quarti dal Manchester City, dopo i calci di rigore.
In FA Cup il percorso è molto breve: il Newport County, a sorpresa, infligge una pesante sconfitta per 2-1, sancendo così l'eliminazione dalla competizione.
Il 24 febbraio 2019, dopo una serie negativa di risultati, l'allenatore francese Claude Puel, insieme al suo vice Jacques Bonnevay, viene esonerato, con la squadra affidata temporaneamente ai tecnici presenti nello staff, gli inglesi Mike Stowell ed Adam Sadler.
Il 26 febbraio 2019, viene ingaggiato come nuovo allenatore Brendan Rodgers, che porta con sé Chris Davies, nel ruolo di vice allenatore, Glen Driscoll, come assistente tecnico e Kolo Touré, con il ruolo di collaboratore tecnico.
Il 12 maggio 2019, conclude il campionato di Premier League al nono posto, pareggiando 0-0 in casa contro il Chelsea.

## Maglie e sponsor
Lo sponsor tecnico, dalla stagione 2018-2019 è Adidas. Lo sponsor ufficiale che compare sulle divise dal 2010 è King Power; dalla stagione 2018/2019 Bia Saigon, società controllata dalla ThaiBev, multinazionale thailandese nel campo delle bevande, diventa Sleeve Sponsor per tutte le divise.
| Casa | Trasferta | Terza |

## Organigramma societario
Dal sito Internet ufficiale della società.
Area direttiva
- Presidente: Vichai Srivaddhanaprabha, da ottobre Aiyawatt Srivaddhanaprabha

Area tecnica
- Direttore sportivo:
- Allenatore: Claude Puel, da febbraio e per solo la 28ª giornata Mike Stowell, poi Brendan Rodgers
- Allenatore in seconda: Jacques Bonnevay, da febbraio e per solo la 28ª giornata Adam Sadler, poi Chris Davies
- Collaboratore Tecnico: Kolo Touré
- Assistenti tecnici: Glen Driscoll, Adam Sadler
- Preparatore/i atletico/i: Tom Joel
- Preparatore dei portieri: Mike Stowell, Mitch Willis

Area sanitaria
- Medici sociali: Ian Patchett
- Massaggiatori: Gary Silk, Reuben Walker
- Fisioterapisti: Dave Rennie, Simon Murphy
- Nutrizionista: Chris Edwards

## Rosa
Rosa aggiornata al 1º febbraio 2019..
| N. |                             | Ruolo | Calciatore            |
| -- | --------------------------- | ----- | --------------------- |
| 1  | Danimarca (bandiera)        | P     | Kasper Schmeichel     |
| 2  | Inghilterra (bandiera)      | D     | Danny Simpson         |
| 3  | Inghilterra (bandiera)      | D     | Ben Chilwell          |
| 4  | Turchia (bandiera)          | D     | Çağlar Söyüncü        |
| 5  | Giamaica (bandiera)         | D     | Wes Morgan (capitano) |
| 6  | Irlanda del Nord (bandiera) | D     | Jonny Evans           |
| 7  | Inghilterra (bandiera)      | C     | Demarai Gray          |
| 8  | Nigeria (bandiera)          | A     | Kelechi Iheanacho     |
| 9  | Inghilterra (bandiera)      | A     | Jamie Vardy           |
| 10 | Inghilterra (bandiera)      | C     | James Maddison        |
| 11 | Inghilterra (bandiera)      | C     | Marc Albrighton       |
| 12 | Galles (bandiera)           | P     | Danny Ward            |
| 14 | Portogallo (bandiera)       | D     | Ricardo Pereira       |
| 15 | Inghilterra (bandiera)      | D     | Harry Maguire         |
| 16 | Croazia (bandiera)          | D     | Filip Benković        |
| 17 | Svizzera (bandiera)         | P     | Eldin Jakupović       |
| 18 | Ghana (bandiera)            | C     | Daniel Amartey        |

| N. |                        | Ruolo | Calciatore         |
| -- | ---------------------- | ----- | ------------------ |
| 19 | Inghilterra (bandiera) | C     | Harvey Barnes      |
| 20 | Giappone (bandiera)    | A     | Shinji Okazaki     |
| 21 | Spagna (bandiera)      | C     | Vicente Iborra     |
| 21 | Belgio (bandiera)      | C     | Youri Tielemans    |
| 22 | Inghilterra (bandiera) | C     | Matty James        |
| 23 | Portogallo (bandiera)  | C     | Adrien Silva       |
| 24 | Francia (bandiera)     | C     | Nampalys Mendy     |
| 25 | Nigeria (bandiera)     | C     | Wilfred Ndidi      |
| 27 | Mali (bandiera)        | A     | Fousseni Diabaté   |
| 28 | Austria (bandiera)     | D     | Christian Fuchs    |
| 29 | Tunisia (bandiera)     | D     | Yohan Benalouane   |
| 31 | Algeria (bandiera)     | C     | Rachid Ghezzal     |
| 34 | Inghilterra (bandiera) | D     | Josh Knight        |
| 37 | Galles (bandiera)      | C     | Andy King          |
| 38 | Inghilterra (bandiera) | C     | Hamza Choudhury    |
| 59 | Sudafrica (bandiera)   | C     | Thakgalo Leshabela |

## Calciomercato

### Sessione estiva(dall'1/7 al 9/8)
| Acquisti | Acquisti         | Acquisti        | Acquisti                 |
| R.       | Nome             | da              | Modalità                 |
| -------- | ---------------- | --------------- | ------------------------ |
| P        | Danny Ward       | Liverpool       | definitivo (14 mln €)    |
| D        | Ricardo Pereira  | Porto           | definitivo               |
| D        | Çağlar Söyüncü   | Friburgo        | definitivo (21,23 mln €) |
| D        | Filip Benković   | Dinamo Zagabria | definitivo               |
| D        | Jonny Evans      | West Bromwich   | definitivo               |
| D        | Kian Williams    | Barwell         | prestito                 |
| C        | James Maddison   | Norwich City    | definitivo               |
| C        | Andy King        | Swansea City    | fine prestito            |
| C        | Nampalys Mendy   | Nizza           | fine prestito            |
| C        | Rachid Ghezzal   | Monaco          | definitivo               |
| C        | Bartosz Kapustka | Friburgo        | fine prestito            |
| A        | Islam Slimani    | Newcastle Utd   | fine prestito            |
| A        | Ahmed Musa       | CSKA Mosca      | fine prestito            |
| A        | Leonardo Ulloa   | Brighton        | fine prestito            |

| Cessioni | Cessioni            | Cessioni          | Cessioni                 |
| R.       | Nome                | a                 | Modalità                 |
| -------- | ------------------- | ----------------- | ------------------------ |
| P        | Ben Hamer           | Huddersfield Town | definitivo               |
| D        | Robert Huth         |                   | svincolato               |
| D        | Aleksandar Dragović | Bayer Leverkusen  | fine prestito            |
| C        | Riyad Mahrez        | Manchester City   | definitivo (67,06 mln €) |
| C        | Harvey Barnes       | West Bromwich     | prestito                 |
| A        | Ahmed Musa          | Al-Nassr          | definitivo               |
| A        | George Thomas       | Scunthorpe Utd    | prestito                 |
| A        | Leonardo Ulloa      | Pachuca           | definitivo               |
| A        | Islam Slimani       | Fenerbahçe        | prestito                 |

### Operazioni esterne(dal 10/8 al 31/12)
| Acquisti | Acquisti       | Acquisti     | Acquisti   |
| R.       | Nome           | da           | Modalità   |
| -------- | -------------- | ------------ | ---------- |
| A        | Will Russ      | Chesterfield | definitivo |
| A        | Davide Lorenzo |              | svincolato |

| Cessioni | Cessioni         | Cessioni   | Cessioni   |
| R.       | Nome             | a          | Modalità   |
| -------- | ---------------- | ---------- | ---------- |
| D        | Filip Benković   | Celtic     | prestito   |
| D        | Cal Templeton    | Tamworth   | definitivo |
| C        | Bartosz Kapustka | OH Lovanio | prestito   |

### Sessione invernale(dall'1/1 al 31/1)
| Acquisti | Acquisti        | Acquisti      | Acquisti              |
| R.       | Nome            | da            | Modalità              |
| -------- | --------------- | ------------- | --------------------- |
| D        | Kian Williams   | Barwell       | fine prestito         |
| C        | Harvey Barnes   | West Bromwich | richiamo dal prestito |
| C        | Youri Tielemans | Monaco        | prestito              |

| Cessioni | Cessioni         | Cessioni          | Cessioni   |
| R.       | Nome             | a                 | Modalità   |
| -------- | ---------------- | ----------------- | ---------- |
| D        | Callum Elder     | Ipswich Town      | prestito   |
| D        | Yohan Benalouane | Nottingham Forest | definitivo |
| D        | Darnell Johnson  | Hibernian         | prestito   |
| C        | Vicente Iborra   | Villarreal        | definitivo |
| C        | Fousseni Diabaté | Sivasspor         | prestito   |
| C        | Andy King        | Derby County      | prestito   |
| C        | Josh Knight      | Peterborough Utd  | prestito   |
| C        | Adrien Silva     | Monaco            | prestito   |

### Operazioni esterne(dal 1°/2 al 30/6)
| Acquisti | Acquisti | Acquisti | Acquisti |
| R.       | Nome     | da       | Modalità |
| -------- | -------- | -------- | -------- |

| Cessioni | Cessioni       | Cessioni          | Cessioni   |
| R.       | Nome           | a                 | Modalità   |
| -------- | -------------- | ----------------- | ---------- |
| C        | Liandro Martis | Macclesfield Town | definitivo |

## Risultati

### Premier League

#### Girone di andata
| Arbitro: | Marriner |

|                          |           |           |
| Pogba 3’ (rig.) Shaw 83’ | Marcatori | 90’ Vardy |

| Arbitro: | Dean |

|                                 |           |  |
| Doherty 29’ (aut.) Maddison 45’ | Marcatori |  |

| Arbitro: | Moss |

|              |           |                      |
| Bertrand 52’ | Marcatori | 56’ Gray 90’ Maguire |

| Arbitro: | Tierney |

|             |           |                      |
| Ghezzal 63’ | Marcatori | 10’ Mané 45’ Firmino |

| Arbitro: | Pawson |

|                                           |           |                                    |
| Fraser 19’, 37’ King 41’ (rig.) Smith 81’ | Marcatori | 88’ (rig.) Maddison 89’ Albrighton |

| Arbitro: | Coote |

|                                      |           |              |
| Iheanacho 19’ Maddison 66’ Vardy 75’ | Marcatori | 5’ Jørgensen |

| Arbitro: | Hooper |

|  |           |                              |
|  | Marcatori | 30’ (rig.) Vardy 73’ Maguire |

| Arbitro: | Marriner |

|             |           |                               |
| Pereira 40’ | Marcatori | 7’ Richarlison 77’ Sigurðsson |

| Arbitro: | Kavanagh |

|                              |           |                     |
| Özil 45’ Aubameyang 63’, 66’ | Marcatori | 31’ (aut.) Bellerín |

| Arbitro: | Oliver |

|           |           |              |
| Ndidi 89’ | Marcatori | 30’ Balbuena |

| Arbitro: | Probert |

|  |           |          |
|  | Marcatori | 55’ Gray |

| Leicester 10 novembre 2018, ore 15:00 WET 12ª giornata | Leicester City | 0 – 0 referto | Burnley | King Power Stadium (32 184 spett.)\| Arbitro: \| Dean \| |
| Arbitro:                                               | Dean           |               |         |                                                          |

| Arbitro: | Kavanagh |

|            |           |                  |
| Murray 15’ | Marcatori | 79’ (rig.) Vardy |

| Arbitro: | Scott |

|                               |           |  |
| Vardy 12’ (rig.) Maddison 23’ | Marcatori |  |

| Arbitro: | Coote |

|            |           |              |
| Kamara 42’ | Marcatori | 74’ Maddison |

| Arbitro: | Pawson |

|  |           |                  |
|  | Marcatori | 45’ Son 58’ Alli |

| Arbitro: | Oliver |

|                 |           |  |
| Milivojević 39’ | Marcatori |  |

| Arbitro: | Probert |

|  |           |           |
|  | Marcatori | 51’ Vardy |

| Arbitro: | Dean |

|                            |           |           |
| Albrighton 19’ Pereira 81’ | Marcatori | 14’ Silva |

#### Girone di ritorno
| Arbitro: | Hooper |

|  |           |              |
|  | Marcatori | 90’ Camarasa |

| Arbitro: | Atkinson |

|  |           |           |
|  | Marcatori | 58’ Vardy |

| Arbitro: | Oliver |

|           |           |                                 |
| Ndidi 58’ | Marcatori | 11’ (rig.) Ward-Prowse 45’ Long |

| Arbitro: | Kavanagh |

|                               |           |                                      |
| Jota 4’, 64’, 90’ Bennett 12’ | Marcatori | 47’ Gray 51’ (aut.) Coady 87’ Morgan |

| Arbitro: | Atkinson |

|         |           |             |
| Mané 3’ | Marcatori | 45’ Maguire |

| Arbitro: | Dean |

|  |           |             |
|  | Marcatori | 9’ Rashford |

| Arbitro: | Oliver |

|                                 |           |           |
| Sánchez 33’ Eriksen 63’ Son 90’ | Marcatori | 76’ Vardy |

| Arbitro: | Taylor |

|           |           |                                                    |
| Evans 64’ | Marcatori | 40’ Batshuayi 70’, 90’ Zaha 81’ (rig.) Milivojević |

| Arbitro: | Probert |

|                    |           |             |
| Gray 10’ Vardy 63’ | Marcatori | 66’ Pröpper |

| Arbitro: | Moss |

|                    |           |           |
| Deeney 5’ Gray 90’ | Marcatori | 75’ Vardy |

| Arbitro: | Coote |

|                              |           |           |
| Tielemans 21’ Vardy 78’, 86’ | Marcatori | 51’ Ayité |

| Arbitro: | Oliver |

|            |           |                         |
| McNeil 38’ | Marcatori | 33’ Maddison 90’ Morgan |

| Arbitro: | Mason |

|                      |           |  |
| Morgan 11’ Vardy 82’ | Marcatori |  |

| Arbitro: | Coote |

|                 |           |                                                  |
| Mooy 52’ (rig.) | Marcatori | 24’ Tielemans 48’, 84’ (rig.) Vardy 79’ Maddison |

| Arbitro: | Kavanagh |

|  |           |           |
|  | Marcatori | 32’ Pérez |

| Arbitro: | Probert |

|                       |           |                      |
| Antonio 37’ Pérez 82’ | Marcatori | 67’ Vardy 90’ Barnes |

| Arbitro: | Oliver |

|                              |           |  |
| Tielemans 59’ Vardy 86’, 90’ | Marcatori |  |

| Arbitro: | Dean |

|             |           |  |
| Kompany 70’ | Marcatori |  |

| Leicester 12 maggio 2019, ore 15:00 WEST 38ª giornata | Leicester City | 0 – 0 referto | Chelsea | King Power Stadium (32 140 spett.)\| Arbitro: \| Taylor \| |
| Arbitro:                                              | Taylor         |               |         |                                                            |

### FA Cup
| Arbitro: | Kavanagh |

|                           |           |             |
| Matt 10’ Amond 85’ (rig.) | Marcatori | 82’ Ghezzal |

### Coppa di Lega
| Arbitro: | Mason |

|                                               |           |  |
| Fuchs 8’ Iborra 39’ Iheanacho 46’ Ghezzal 71’ | Marcatori |  |

| Arbitro: | Tierney |

|                               |                      |                                          |
| Saïss Jota Ashley-Seal Traoré | Tiri di rigore 1 – 3 | Fuchs Ghezzal Choudhury Iborra Iheanacho |

| Arbitro: | East |

|                                           |                      |                                                      |
| Fuchs Albrighton Söyüncü Gray Vardy Mendy | Tiri di rigore 6 – 5 | Davis Højbjerg Redmond Vestergaard Soares Gabbiadini |

| Arbitro: | Mason |

|                                |                      |                                  |
| Albrighton 73’                 | Marcatori            | 14’ De Bruyne                    |
| Maguire Fuchs Maddison Söyüncü | Tiri di rigore 1 – 3 | Gündoğan Sterling Jesus Zinčenko |

## Statistiche

### Statistiche di squadra
| Competizione   | Punti | In casa | In casa | In casa | In casa | In casa | In casa | In trasferta | In trasferta | In trasferta | In trasferta | In trasferta | In trasferta | Totale | Totale | Totale | Totale | Totale | Totale | DR |
| Competizione   | Punti | G       | V       | N       | P       | Gf      | Gs      | G            | V            | N            | P            | Gf           | Gs           | G      | V      | N      | P      | Gf     | Gs     | DR |
| -------------- | ----- | ------- | ------- | ------- | ------- | ------- | ------- | ------------ | ------------ | ------------ | ------------ | ------------ | ------------ | ------ | ------ | ------ | ------ | ------ | ------ | -- |
| Premier League | 52    | 19      | 8       | 3       | 8       | 24      | 20      | 19           | 7            | 4            | 8            | 27           | 28           | 38     | 15     | 7      | 16     | 51     | 48     | +3 |
| FA Cup         | -     | 0       | 0       | 0       | 0       | 0       | 0       | 1            | 0            | 0            | 1            | 1            | 2            | 1      | 0      | 0      | 1      | 1      | 2      | -1 |
| Coppa di Lega  | -     | 3       | 1       | 2       | 0       | 5       | 1       | 1            | 0            | 1            | 0            | 0            | 0            | 4      | 1      | 3      | 0      | 5      | 1      | +4 |
| Totale         | -     | 22      | 9       | 5       | 8       | 29      | 21      | 21           | 7            | 5            | 9            | 28           | 30           | 43     | 16     | 10     | 17     | 57     | 51     | +6 |

### Andamento in campionato
| Giornata  | 1  | 2 | 3 | 4 | 5  | 6 | 7 | 8  | 9  | 10 | 11 | 12 | 13 | 14 | 15 | 16 | 17 | 18 | 19 | 20 | 21 | 22 | 23 | 24 | 25 | 26 | 27 | 28 | 29 | 30 | 31 | 32 | 33 | 34 | 35 | 36 | 37 | 38 |
| --------- | -- | - | - | - | -- | - | - | -- | -- | -- | -- | -- | -- | -- | -- | -- | -- | -- | -- | -- | -- | -- | -- | -- | -- | -- | -- | -- | -- | -- | -- | -- | -- | -- | -- | -- | -- | -- |
| Luogo     | T  | C | T | C | T  | C | T | C  | T  | C  | T  | C  | T  | C  | T  | C  | T  | T  | C  | C  | T  | C  | T  | T  | C  | T  | C  | C  | T  | C  | T  | C  | T  | C  | T  | C  | T  | C  |
| Risultato | P  | V | V | P | P  | V | V | P  | P  | N  | V  | N  | N  | V  | N  | P  | P  | V  | V  | P  | V  | P  | P  | N  | P  | P  | P  | V  | P  | V  | V  | V  | V  | P  | N  | V  | P  | N  |
| Posizione | 13 | 8 | 7 | 8 | 10 | 9 | 8 | 10 | 11 | 12 | 10 | 10 | 10 | 8  | 9  | 9  | 12 | 9  | 7  | 8  | 7  | 8  | 9  | 11 | 11 | 12 | 12 | 11 | 11 | 10 | 10 | 8  | 8  | 8  | 10 | 8  | 9  | 9  |

Legenda:

Luogo: C = Casa; T = Trasferta. Risultato: V = Vittoria; N = Pareggio; P = Sconfitta.

### Statistiche dei giocatori
| Giocatore     | Premier League | Premier League | Premier League | Premier League | FA Cup   | FA Cup | FA Cup      | FA Cup     | Coppa di Lega | Coppa di Lega | Coppa di Lega | Coppa di Lega | Totale   | Totale | Totale      | Totale     |
| Giocatore     | Presenze       | Reti           | Ammonizioni    | Espulsioni     | Presenze | Reti   | Ammonizioni | Espulsioni | Presenze      | Reti          | Ammonizioni   | Espulsioni    | Presenze | Reti   | Ammonizioni | Espulsioni |
| ------------- | -------------- | -------------- | -------------- | -------------- | -------- | ------ | ----------- | ---------- | ------------- | ------------- | ------------- | ------------- | -------- | ------ | ----------- | ---------- |
| E. Jakupović  | -              | -              | -              | -              | -        | -      | -           | -          | -             | -             | -             | -             | -        | -      | -           | -          |
| K. Schmeichel | 38             | 0              | 3              | 0              | -        | -      | -           | -          | -             | -             | -             | -             | 38       | 0      | 3           | 0          |
| D. Ward       | -              | -              | -              | -              | 1        | 0      | 0           | 0          | 4             | 0             | 0             | 0             | 5        | 0      | 0           | 0          |
| D. Amartey    | 9              | 0              | 2              | 0              | -        | -      | -           | -          | 1             | 0             | 0             | 0             | 10       | 0      | 2           | 0          |
| B. Chilwell   | 36             | 0              | 4              | 0              | -        | -      | -           | -          | -             | -             | -             | -             | 36       | 0      | 4           | 0          |
| J. Evans      | 24             | 1              | 2              | 0              | 1        | 0      | 0           | 0          | 3             | 0             | 2             | 0             | 28       | 1      | 4           | 0          |
| C. Fuchs      | 3              | 0              | 0              | 0              | 1        | 0      | 0           | 0          | 4             | 1             | 0             | 0             | 8        | 1      | 0           | 0          |
| H. Maguire    | 31             | 3              | 6              | 1              | -        | -      | -           | -          | 1             | 0             | 0             | 0             | 32       | 3      | 6           | 1          |
| W. Morgan     | 22             | 3              | 1              | 2              | 1        | 0      | 0           | 0          | 2             | 0             | 1             | 0             | 25       | 3      | 2           | 2          |
| D. Simpson    | 6              | 0              | 0              | 0              | 1        | 0      | 0           | 0          | 2             | 0             | 0             | 0             | 9        | 0      | 0           | 0          |
| Ç. Söyüncü    | 6              | 0              | 1              | 0              | -        | -      | -           | -          | 2             | 0             | 0             | 0             | 8        | 0      | 1           | 0          |
| M. Albrighton | 27             | 2              | 3              | 0              | 1        | 0      | 0           | 0          | 4             | 1             | 0             | 0             | 32       | 3      | 3           | 0          |
| H. Barnes     | 16             | 1              | 0              | 0              | -        | -      | -           | -          | -             | -             | -             | -             | 16       | 1      | 0           | 0          |
| H. Choudhury  | 9              | 0              | 0              | 0              | 1        | 0      | 0           | 0          | 2             | 0             | 0             | 0             | 12       | 0      | 0           | 0          |
| D. Gray       | 34             | 4              | 2              | 0              | 1        | 0      | 0           | 0          | 4             | 0             | 0             | 0             | 39       | 4      | 2           | 0          |
| M. James      | -              | -              | -              | -              | 1        | 0      | 0           | 0          | -             | -             | -             | -             | 1        | 0      | 0           | 0          |
| T. Leshabela  | -              | -              | -              | -              | -        | -      | -           | -          | -             | -             | -             | -             | -        | -      | -           | -          |
| J. Maddison   | 36             | 7              | 3              | 1              | 1        | 0      | 0           | 0          | 1             | 0             | 0             | 0             | 38       | 7      | 3           | 1          |
| N. Mendy      | 31             | 0              | 5              | 0              | -        | -      | -           | -          | 1             | 0             | 0             | 0             | 32       | 0      | 5           | 0          |
| W. Ndidi      | 38             | 2              | 8              | 0              | -        | -      | -           | -          | 2             | 0             | 0             | 0             | 40       | 2      | 8           | 0          |
| R. Pereira    | 35             | 2              | 7              | 0              | -        | -      | -           | -          | 2             | 0             | 0             | 0             | 37       | 2      | 7           | 0          |
| Y. Tielemans  | 13             | 3              | 2              | 0              | -        | -      | -           | -          | -             | -             | -             | -             | 13       | 3      | 2           | 0          |
| R. Ghezzal    | 19             | 1              | 3              | 0              | 1        | 1      | 0           | 0          | 3             | 1             | 0             | 0             | 23       | 3      | 3           | 0          |
| K. Iheanacho  | 30             | 1              | 2              | 0              | 1        | 0      | 0           | 0          | 4             | 1             | 0             | 0             | 35       | 2      | 2           | 0          |
| S. Okazaki    | 21             | 0              | 0              | 0              | 1        | 0      | 1           | 0          | 3             | 0             | 0             | 0             | 25       | 0      | 1           | 0          |
| J. Vardy      | 34             | 18             | 3              | 1              | -        | -      | -           | -          | 2             | 0             | 0             | 0             | 36       | 18     | 3           | 1          |
| A. Silva      | 2              | 0              | 0              | 0              | -        | -      | -           | -          | 3             | 0             | 0             | 0             | 5        | 0      | 0           | 0          |
| F. Diabaté    | 1              | 0              | 0              | 0              | -        | -      | -           | -          | 2             | 0             | 0             | 0             | 3        | 0      | 0           | 0          |
| V. Iborra     | 8              | 0              | 0              | 0              | -        | -      | -           | -          | 3             | 1             | 1             | 0             | 11       | 1      | 1           | 0          |
| A. King       | 1              | 0              | 0              | 0              | -        | -      | -           | -          | -             | -             | -             | -             | 1        | 0      | 0           | 0          |
| F. Benković   | 1              | 0              | 0              | 0              | -        | -      | -           | -          | -             | -             | -             | -             | 1        | 0      | 0           | 0          |